# 会計ファイナンス学科
会計ファイナンス学科（かいけいふぁいなんすがっか）とは、日本の大学および短期大学において、会計学とファイナンスの両方を専攻とする学科のことである。
これらの学科は、一般に、企業の経理・財務分野のスペシャリストを養成することを目標としている。会計学とファイナンスの両方が必要とされるため、両分野をまとめて学科を形成したものと思われる。

## 会計ファイナンス学科を置く日本の大学

### 学科 （属する学部名）

#### 国公立
- 名古屋市立大学（経済学部）

#### 私立
- 愛知大学（経営学部）
- 京都産業大学（経営学部）
- 上武大学（ビジネス情報学部）
- 東洋大学（経営学部）
- 立教大学（経済学部）
- 名古屋商科大学（商学部）
- 札幌学院大学（経営学部）
- 摂南大学（経営学部）

## 会計ファイナンス学科を置いていた日本の大学
- 東京国際大学（商学部）

## 進路
会計科目は多くの資格試験や公務員採用試験の受験科目となっている。下記に代表的な事例を記載する。

### 資格試験
- 公認会計士・監査審査会が行う国家試験である公認会計士試験の受験科目である。企業の経理・財務分野のスペシャリストとなるためには簿記の知識が必須となっている。そのため、簿記検定を受験することを奨励されている。将来の進路としては公認会計士や税理士の資格取得を目指すことが多い。

### 公務員採用試験
- 準キャリアと位置付けられている財務専門官採用試験の受験科目である。
- 国税専門官採用試験の受験科目である。税務大学校での研修を経て国税専門官となる。国税専門官は勤務年数等の条件を充足すると税理士資格が付与される。